# ジェヴォーダンの獣 (2003年の映画)
『ジェヴォーダンの獣』（La Bête du Gévaudan）は、ジェヴォーダンの獣事件を忠実に映画化したフランスのテレビ映画。サガモア・ステヴナン主演。再現フィルムとしての価値が高く日本では幻解!超常ファイルダーク・サイドミステリーなどの番組で映像が流用されている。

## 概要
2003年に制作されたCGを一切使用しない低予算のフランスのテレビ映画でジェヴォーダンの獣事件をドキュメンタリーの再現フィルム的に描いている。低予算番組でCGを一切使用していない為、実際にスタントウーマンがハイブリッドウルフに襲われるシーンはド迫力のものとなっている。主演はステヴナン親子が努めた。

## ストーリー
1767年。ピエール・ランパル医師は3年間にも及ぶジェヴォーダンの獣事件を解決する為に村を訪れ、村娘のフラソワネット・シャステルと仲良くなる。フランソワネットは猟師ジャン・シャステルの娘である。ジェヴォーダンの獣の正体それは性的暴行殺人鬼の地元の貴族モランギエス伯爵とモランギエスが殺害した遺体を食害し人の味を覚えたハイブリッドウルフであった。ランパルは二つの獣を倒し村人らを救えるのか？。

## 登場人物
- ピエール・ランパル医師：サガモア・ステヴナン
本作の主人公。温厚で誠実かつ紳士的な性格で正義感の強い美男子。
- フランソワ・シャステル：レア・ボスコ
本作のヒロインでジャン・シャステルの娘。
- ジャン・シャステル：ジャン＝フランソワ・ステヴナン
フランソワの父親で猟師。
- モランギエス伯爵
地元貴族で連続レイプ殺人鬼。
- ジェヴォーダンの獣
モランギエスの殺害した遺体を食害し人の味を覚えたハイブリッドウルフ。

## キャスト
- サガモア・ステヴナン：ピエール・ランパル医師
- レア・ボスコ：フランソワ・シャステル
- シャン＝フランソワ・ステヴナン：ジャン・シャステル